# 양여
양여 혹은 양여 계약은 권리, 땅 혹은 재산의 양도인데 정부, 지방 정부, 법인, 개인 혹은 다른 법적 주체에 의한 것이다.